# Makedonszki Brod
Makedonszki Brod (macedónul Македонски Брод) városa az azonos nevű község székhelye Észak-Macedóniában.

## Népesség
Makedonszki Brodnak 2002-ben 3 740 lakosa volt, melyből 3 725 macedón (99,6%), 9 szerb, 3 cigány, 1 bosnyák és 2 egyéb nemzetiségű.
Makedonszki Brod községnek 2002-ben 7 141 lakosa volt, melyből 6 927 macedón (97%), 181 török (2,5%), 22 szerb és 11 egyéb nemzetiségű.

## A községhez tartozó települések
- Makedonszki Brod
- Belica (Makedonszki Brod),
- Bencse (Makedonszki Brod),
- Bitovo,
- Blizanszko,
- Breznica (Makedonszki Brod),
- Breszt (Makedonszki Brod),
- Vir (Makedonszki Brod),
- Volcse (Makedonszki Brod),
- Gorno Botusje,
- Gorno Krusje (Makedonszki Brod),
- Gorni Manasztirec,
- Gresnica (Makedonszki Brod),
- Devics (Makedonszki Brod),
- Dolno Botusje,
- Dolno Krusje,
- Dolni Manasztirec,
- Dragov Dol,
- Drenovo (Makedonszki Brod),
- Zagrad (Makedonszki Brod),
- Zvecsan (Makedonszki Brod),
- Zdunye (Makedonszki Brod),
- Zrkle,
- Izsiste,
- Incse,
- Kalugyerec,
- Kovacs (Makedonszki Brod),
- Kovcse,
- Koszovo (Makedonszki Brod),
- Krapa,
- Latovo,
- Lokvica (Makedonszki Brod),
- Lupste,
- Mogilec,
- Modriste,
- Oreovec (Makedonszki Brod),
- Ramne (Makedonszki Brod),
- Rasztes,
- Ruszjaci,
- Szamokov (Makedonszki Brod),
- Szlanszko,
- Szlatina (Makedonszki Brod),
- Sztaro Szelo (Makedonszki Brod),
- Szuvodol (Makedonszki Brod),
- Szusica (Makedonszki Brod),
- Tazsevo,
- Tomino Szelo,
- Topolnica (Makedonszki Brod),
- Trebino,
- Trebovle,
- Cresnyevo (Makedonszki Brod).